# Rosemarie Bissonnette
Rosemarie Bissonnette, née le 30 septembre 1927 à Saint-Jean-Baptiste (Manitoba) et décédée le 6 décembre 2024 à Winnipeg, est une écrivaine, chroniqueuse, dramaturge et journaliste canadienne francophone du Manitoba. Elle est notamment connue pour avoir été la première femme annonceuse à la radio francophone dans l'Ouest canadien, ainsi que pour sa pièce de théâtre Une bagarre très politique.

## Biographie
Rosemarie Bissonnette est la fille d'Etienne Bissonnette et de Lydia Labelle, et grandit dans le village de Saint-Jean-Baptiste au Manitoba. Elle obtient un baccalauréat ès arts à l'Université du Manitoba – devenant l'une des premières femmes de sa communauté à décrocher un tel diplôme.
En 1949, elle entame une carrière pionnière à la radio : elle devient la première femme à occuper le poste d'annonceuse sur les ondes d'une station francophone de l'Ouest canadien. Sur la station CKSB de Saint-Boniface, elle anime différentes émissions, dont Le Club des ménagères, L'heure classique et Le Club des jeunes, sous le pseudonyme de « Tante Rosemarie »,. Parallèlement à ses activités radiophoniques, elle est correspondante locale pour le Emerson Journal dans les années 1950-1960.
Après 1966, Rosemarie Bissonnette oriente sa carrière vers la fonction publique fédérale. Elle travaille comme consultante en recrutement (dotation) au sein de la fonction publique à Ottawa, puis comme agente des douanes à Emerson, à la frontière américano-canadienne.  Par la suite, elle retourne au Manitoba et se consacre à l'éducation : elle est nommée directrice adjointe et enseignante dans une école à Morris (en) (Manitoba). Au début des années 1980, elle devient l'attachée de direction de la lieutenante-gouverneure du Manitoba Pearl McGonigal.
Très engagée dans la défense de la francophonie manitobaine, Rosemarie Bissonnette joue un rôle actif dans la préservation de la Maison Gabrielle-Roy à Saint-Boniface, la maison d'enfance de l'écrivaine Gabrielle Roy devenue un lieu patrimonial. Elle s'investit également dans des recherches historiques, notamment sur Louis Riel, et découvre à cette occasion des liens de parenté entre sa famille et le célèbre chef métis. Célibataire sans enfants, Rosemarie Bissonnette demeure une figure respectée de la communauté franco-manitobaine jusqu'à un âge avancé. Elle meurt à Winnipeg le 6 décembre 2024, à l'âge de 97 ans, et est inhumée dans le cimetière de Saint-Jean-Baptiste, son village natal.

## Œuvres
- Une bagarre très politique – Pièce de théâtre dramatique à caractère historique, créée le 5 octobre 1977 lors des célébrations du centenaire de la paroisse de Saint-Jean-Baptiste[6],[7]. La pièce est fondée sur des faits réels rapportés par le journal Le Métis en 1878-1879 et fait revivre le procès consécutif à un conflit sanglant survenu après des élections au Manitoba. Publiée en 1981 aux Éditions des Plaines (préface de l'abbé Pierre Gagné), elle constitue l'une des premières pièces de théâtre publiées par une Franco-Manitobaine[8].

- Chroniques et journalisme – Rosemarie Bissonnette a régulièrement contribué à la presse écrite locale. Elle a rédigé des chroniques dans l'hebdomadaire Emerson Journal et dans le Carillon News, deux journaux du sud du Manitoba, où elle traitait de sujets communautaires et historiques liés à la vie des Franco-Manitobains[5].

### Réception critique
Lors de sa création en 1977, Une bagarre très politique est accueillie très favorablement par le public local : la pièce s'est jouée pendant cinq soirées consécutives à guichets fermés lors des fêtes du centenaire de Saint-Jean-Baptiste. Ce succès populaire témoigne de l'intérêt suscité par cette fresque historique régionale. Dans la préface de l'édition publiée, le curé Pierre Gagné souligne le « grand succès » de ces représentations inaugurales et l'importance du sujet abordé pour la communauté franco-manitobaine.
La critique spécialisée s'est également penchée sur l'œuvre de Rosemarie Bissonnette. La chercheuse Ingrid Joubert, dans Recherches théâtrales au Canada, note que l'auteure s'est appuyée sur une documentation historique abondante et rigoureuse concernant l'époque traitée, et qu'elle a su choisir « un épisode particulièrement dramatique » de l'histoire locale comme trame de sa pièce. Autrement dit, Une bagarre très politique est saluée pour la façon dont elle transforme un fait divers historique méconnu en un drame théâtral captivant, ancré dans la réalité manitobaine du XIXe siècle.
Plusieurs études académiques consacrées au théâtre franco-manitobain citent Une bagarre très politique comme une œuvre marquante. Dans un survol de la production dramatique de l'Ouest canadien publié en 1983, la pièce de Bissonnette est signalée – aux côtés de Chère Irène de Pierrette Lachance – comme l'une des rares créations théâtrales de l'époque écrites par des femmes franco-manitobaines. De même, une analyse parue en 1990 sur les tendances du théâtre franco-manitobain relève que Rosemarie Bissonnette demeure alors la seule dramaturge franco-manitobaine dont une pièce a été montée sur la scène professionnelle au tournant des années 1980. Ces reconnaissances critiques soulignent l'importance de l'apport de Bissonnette à la littérature dramatique de l'Ouest canadien francophone.